# HEAAN
HEAAN(Homomorphic Encryption for Arithmetic of Approximate Numbers, 혜안)은 천정희, 김 안드레이, 김미란, 송용수가 만든 동형암호이자 오픈 소스 라이브러리이다.
HEAAN의 최초 버전은 깃허브에 2016년 5월 15일 공개되었으며 나중에 부트스트래핑 알고리즘을 갖춘 HEAAN 신버전이 출시되었다. 현재 최신 버전은 버전 2.1이다.